# Borgo Priolo
Borgo Priolo é uma comuna italiana da região da Lombardia, província de Pavia, com cerca de 1.404 habitantes. Estende-se por uma área de 28 km², tendo uma densidade populacional de 50 hab/km². Faz fronteira com Borgoratto Mormorolo, Calvignano, Casteggio, Fortunago, Montalto Pavese, Montebello della Battaglia, Montesegale, Rocca Susella, Torrazza Coste.

## Demografia
| Variação demográfica do município entre 1861 e 2011                               |
|                                                                                   |
| Fonte: Istituto Nazionale di Statistica (ISTAT) - Elaboração gráfica da Wikipedia |